# 波查·洛佩茲
波查·洛佩茲（西班牙語：Borja López；1994年2月2日—）是一位西班牙足球運動員。在場上的位置是中後衛。現時被比利時挑戰者職業聯賽球隊華雷根外借至西班牙足球乙级联赛球隊雷加利斯。他也代表西班牙各級青年國家隊參賽。